# Chaetorellia hestia
Chaetorellia hestia är en tvåvingeart som beskrevs av Erich Martin Hering 1937. Chaetorellia hestia ingår i släktet Chaetorellia och familjen borrflugor. Inga underarter finns listade i Catalogue of Life.